# Джонув
Джонув (пол. Drzonów, нім. Schlesisch Drehnow) — село в Польщі, у гміні Свідниця Зеленогурського повіту Любуського воєводства.
Населення — 359 осіб (2011).

## Демографія
Демографічна структура станом на 31 березня 2011 року:
|          | Загалом | Допрацездатний вік | Працездатний вік | Постпрацездатний вік |
| -------- | ------- | ------------------ | ---------------- | -------------------- |
| Чоловіки | 182     | 42                 | 123              | 17                   |
| Жінки    | 177     | 30                 | 105              | 42                   |
| Разом    | 359     | 72                 | 228              | 59                   |